# فتیده
فتیده، روستایی از توابع بخش مرکزی شهرستان لنگرود در استان گیلان ایران است. جلگه‌ای معتدل و مرطوب است. محصول عمده اش برنج، نی شکر، کنف، صیفی، ابریشم، لبنیات و شغل اهالی اغلب زراعت و کمتر دامداری است.

## جمعیت
این روستا در دهستان گل سفید قرار دارد و براساس سرشماری مرکز آمار ایران در سال ۱۳۸۵، جمعیت آن ۱٬۰۰۶ نفر (۳۳۴خانوار) بوده‌است.